# Adrian Guggisberg
Adrian Guggisberg (* 21. Juni 1943 in Zürich; heimatberechtigt in Zimmerwald) ist ein Schweizer Politiker (CVP).
Er ist diplomierter Ingenieur HTL. Von 1996 bis zu seiner Abwahl 2004 war er Gemeinderat der Stadt Bern. Während dieser Zeit war er Direktor für Hochbau, Stadtgrün und Energie der Stadt Bern.